# Ulica Wolności w Chorzowie
Ulica Wolności w Chorzowie (pot. Wolka) – główna ulica w centrum Chorzowa, usytuowana południkowo prowadząca od Rynku w Chorzowie w kierunku południowym aż do Świętochłowic. Ulica ma długość 1,98 km i w większości jest deptakiem wyłączonym z ruchu kołowego. Kursują po niej tramwaje (tylko jeden tor) w kierunku Świętochłowic i na północnym odcinku również do Chorzowa Batorego.

## Historia
Ulica została wytyczona i jej budowę rozpoczęto w 1849 roku jako prywatnej szosy o długości 2,5 km, mającej na celu skomunikować Królewską Hutę i okoliczne kolonie przemysłowe z nieistniejącym dziś dworcem Kolei Górnośląskiej Königshütte ('Królewska Huta'). Budowę utwardzonej szosy (Actien-Chaussee) prowadziła spółka akcyjna Königshütte-Schwientochlowitzer Chaussee-Actienverein, która również nią zarządzała i za przejazd pobierała myto. W 1871 roku ulica, już jako miejska, została wybrukowana.
Pierwotnie ulica nazywała się Schwientochlowitzerstraße ('ul. Świętochłowicka'), a później aż do 1922 roku − Kaiserstraße (ul. Cesarska), podczas II wojny światowej Adolf-Hitler-Straße ('ul. Adolfa Hitlera'). W połowie lat 90. XX wieku północna część ulicy została gruntowanie wyremontowana za prezydentury Marka Kopla, stąd jej nieformalna, współczesna nazwa Kopelstraße.

## Architektura

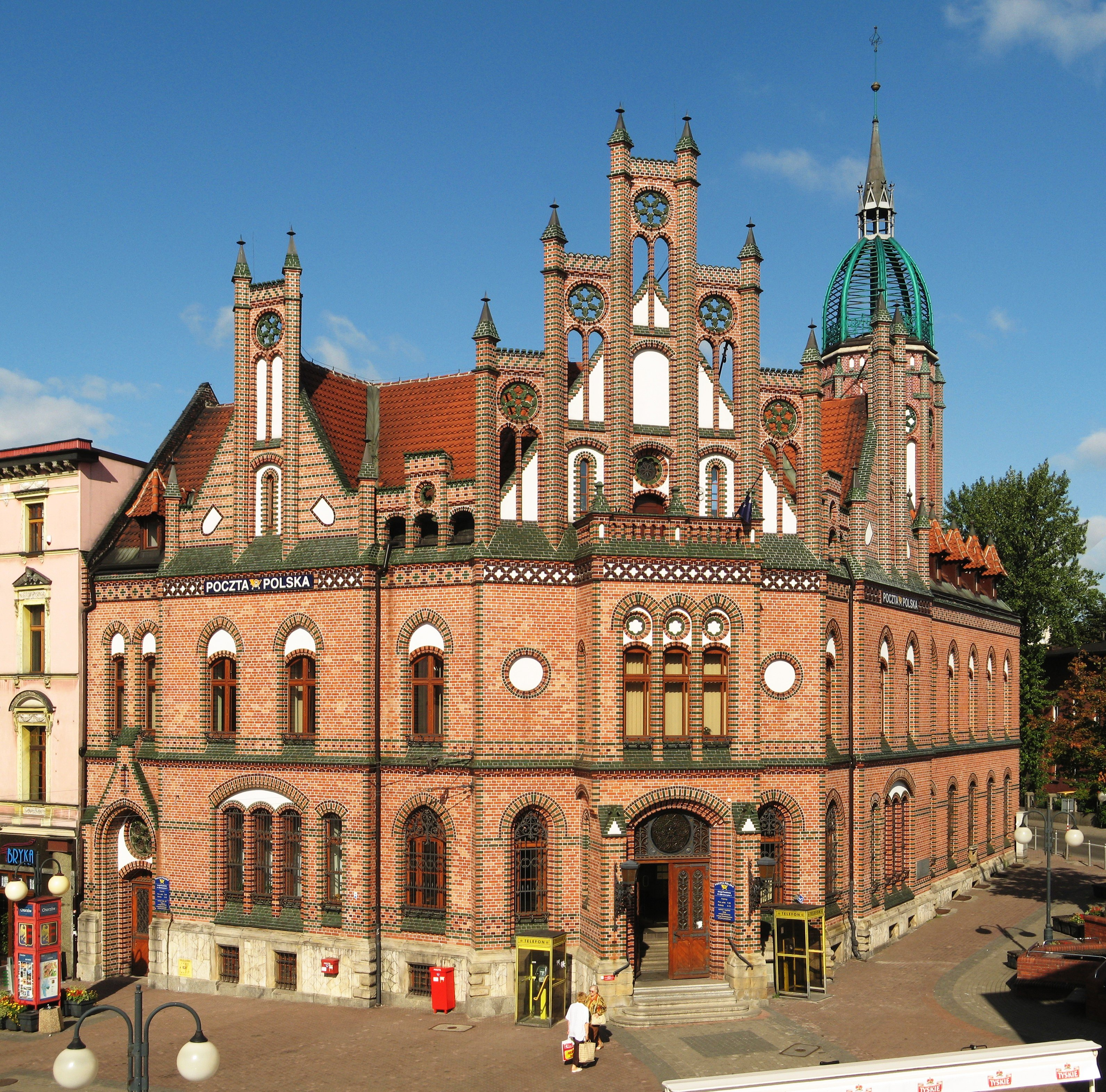
Zabytkowy gmach poczty przy ul. Wolności w Chorzowie

W zabudowie przeważają kamienice pochodzące z XIX wieku. Ulica od czasu założenia Rynku jest uważana za reprezentacyjną arterię Królewskiej Huty i Chorzowa, pełniącą funkcje handlowe, usługowe, finansowe i kulturalne.
W środkowej części deptaku (Wolności 20 róg Sienkiewicza 1) zainstalowany jest Wielki Ekran o powierzchni 12m², na którym emitowane są ogłoszenia i reklamy. Ekran skierowany jest ku górnej części deptaku, widoczny ze szczytowej części ulicy zgodnie z ruchem pieszym i kołowym.
Przy ulicy znajduje się wiele restauracji, kawiarni, pubów, oraz galerie i kilka oddziałów banków; skrzyżowanie z ulicami Hajducką i Strzelców Bytomskich to tzw. „Złoty Róg”.
W południowej części tzw. przedłużonej ul. Wolności, ulica biegnie przez wiadukt nad Drogową Trasę Średnicową i pod dawnym wiaduktem kolejowym. Zabudowa południowej części ulicy jest nowocześniejsza, znajduje się tam Zespół Szkół Sportowych nr 2, boiska sportowe i budynki jednorodzinne.

### Obiekty zabytkowe
Przy ul. Wolności zlokalizowane są następujące historyczne obiekty, wpisane do rejestru zabytków województwa śląskiego:
- gmach poczty głównej (pod nr 2), zbudowany w latach 1891–1892 (nr rej.: 1327/84 z 30 października 1984);
- budynek Komunalnej Kasy Oszczędności, obecnie Bank Polski (ul. Zjednoczenia 1, ul. Wolności 41 a), zbudowany w 1936 roku (nr rej.: A/164/97 z 6 października 1997);
- probostwo parafii św. Jadwigi Śląskiej (pod nr 51), zbudowane w 1893 roku według projektu Paula Jackischa (nr rej.: A/241/09 z 25 maja 2009);
- kościół św. Jadwigi Śląskiej (pod nr 53) z lat 1873–1874 (nr rej.: A/502/2018 z 25 czerwca 2018)
- kamienica z oficyną, (pod nr 134) z 1900 roku (nr rej.: A/328/11 z 31 stycznia 2011).